# Hans-Jürgen Graf von Blumenthal

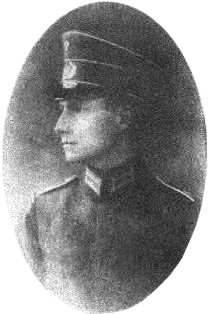
Graf Blumenthal als junger Offizier

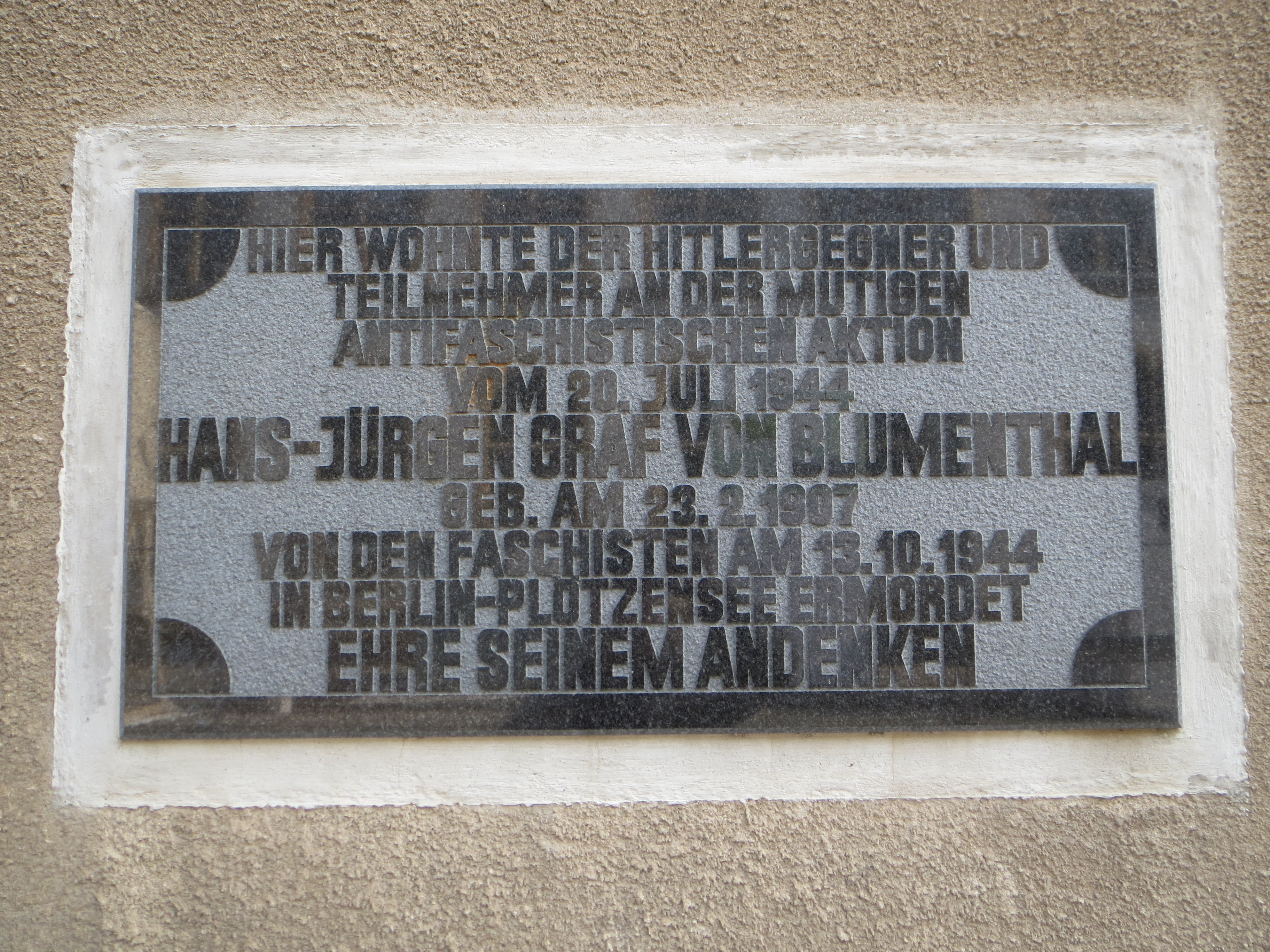
Gedenkplatte in Neustrelitz

Hans-Jürgen Graf von Blumenthal (* 23. Februar 1907 in Potsdam; † 13. Oktober 1944 in Berlin) war ein deutscher Offizier und Widerstandskämpfer des Attentats vom 20. Juli 1944.

## Familie
Hans-Jürgen Graf von Blumenthal war Angehöriger des märkischen Adelsgeschlechts Blumenthal. Er war der Sohn von Hans Graf von Blumenthal (* 1869) und dessen Ehefrau Melanie Gräfin von der Schulenburg (1875–1953).
Am 9. September 1939 heiratete er in Klink Cornelia von Schnitzler (* 10. Oktober 1905; † 1977) aus der Kölner Bankiersfamilie Schnitzler, mit der er den Sohn Hubertus (* 14. Mai 1941; † 5. Mai 1991) hatte.

## Leben
Seit seiner Schulzeit in Potsdam war er mit Wilhelm von Preußen, dem ältesten Sohn des Kronprinzen, befreundet. Blumenthal studierte Rechtswissenschaft und engagierte sich während seiner Studienzeit im Stahlhelmbund. Nach der Gleichschaltung des Stahlhelms schloss sich Blumenthal einem Oppositionszirkel um Theodor Duesterberg an.
Nach dem Studium wurde Blumenthal Leutnant in einem Infanterieregiment der Wehrmacht und distanzierte sich nach anfänglicher Begeisterung immer mehr vom Nationalsozialismus. Während der Sudetenkrise beteiligte er sich 1938 an der Septemberverschwörung gegen Hitler für den Fall eines Krieges gegen die Tschechoslowakei. Infolge des Münchner Abkommens kam es nicht zum Krieg, weshalb die Verschwörer von ihren Plänen abließen.
Im Zweiten Weltkrieg diente Blumenthal zunächst als Oberleutnant, wurde aber durch eine schwere Verwundung untauglich für den Frontdienst und verrichtete seinen Dienst im Allgemeinen Heeresamt des Oberkommandos des Heeres und stieg zum Major auf. Dort lernte er Claus Schenk von Stauffenberg kennen und beteiligte sich an der Planung des Attentats vom 20. Juli 1944.
Nach dem Scheitern des Attentats nahm die Gestapo Blumenthal fest und der Volksgerichtshof verurteilte ihn zum Tode. Am 13. Oktober 1944 wurde er im Strafgefängnis Plötzensee hingerichtet.

## Einzelnachweis
1. ↑  Susanne Meinl, Dieter Krüger: Friedrich Wilhelm Heinz, Vom Freikorpskämpfer zum Leiter des Nachrichtendienstes im Bundeskanzleramt. In: Vierteljahrshefte für Zeitgeschichte. Jg. 42, Heft 1, Januar 1994, S. 39–69. (PDF – 1,4 MB), S. 45.

| Personendaten    | Personendaten                             |
| ---------------- | ----------------------------------------- |
| NAME             | Blumenthal, Hans-Jürgen Graf von          |
| KURZBESCHREIBUNG | deutscher Offizier und Widerstandskämpfer |
| GEBURTSDATUM     | 23. Februar 1907                          |
| GEBURTSORT       | Potsdam                                   |
| STERBEDATUM      | 13. Oktober 1944                          |
| STERBEORT        | Berlin                                    |